# Japanse Kaukasische els
Alnus × spaethii, informeel ook wel de Japanse Kaukasische els of de grootbladige els genoemd, is in 1908 ontdekt door Ludwig Späth in het Arboretum Späth te Berlijn en is een kruising tussen A. japonica en A. subcordata.
Deze els heeft glimmende, langwerpig tot eironde donkergroene bladeren met een gezaagde rand. De knoppen staan op kleine steeltjes en lopen vroeg in het voorjaar uit. De bruingele katjes zijn eind januari meestal al te zien.

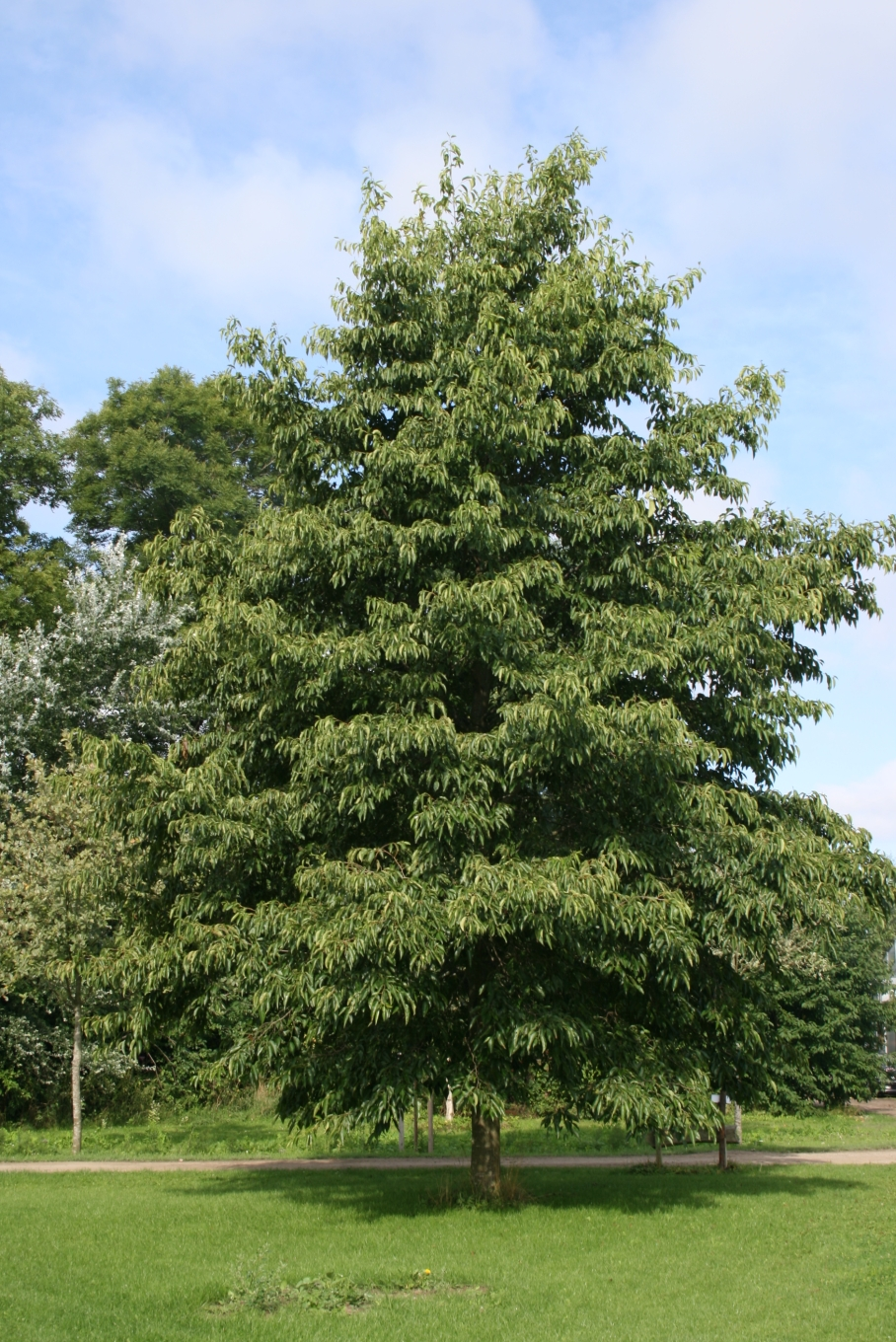
Japanse Kaukasische els

De kloon 'Spaeth' wordt 15 - 20 m hoog en heeft een kegelvormige tot breed piramidale kroon. De bladeren zijn ongeveer 14 cm lang en 6 cm breed. het jonge blad heeft een purperen kleur. Deze kloon wordt door afleggen of zomerstek vermeerderd en aangeplant in het stedelijk gebied.
... · 
A. cordata (Hartbladige els) · 
A. glutinosa (Zwarte els) · 
A. incana (Witte els) · 
A. japonica (Japanse els) · 
A. × spaethii (Japanse Kaukasische els) · 
A. subcordata (Kaukasische els) · 
A. viridis (Groene els) · 
...